# Halifax (serie televisiva)
Halifax è una serie televisiva poliziesca australiana.
È stata trasmessa originariamente dal 1994 al 2002 da Nine Network, ed è stata prodotta da Beyond Simpson Le Mesurier e Australian Film Finance Corporation. È stata finanziata da Australian Film Finance Corporation e da Film Victoria.
La serie è stata trasmessa in oltre 60 nazioni. In Italia è stata trasmessa da LA7.
Nel 2020 è stato prodotto un breve sequel chiamato Halifax: Retribution.

## Trama
La dottoressa Jane Halifax (Rebecca Gibney) è una psichiatra forense freelance, esperta della mente umana, che indaga sui casi che coinvolgono lo stato mentale dei sospetti o delle vittime. La serie è ambientata a Melbourne.

## Personaggi

### Personaggi principali
- Dottoressa Jane Halifax, interpretata da Rebecca Gibney
- Angela Halifax, madre di Jane, interpretata da Robyn Nevin
- Jonah Cole, interpretato da Steve Bisley
- Detective capo, fidanzato di Jane, interpretato da David Roberts

### Altri personaggi
- Owen Toser, collega di Jane, interpretato da Andrew McFarlane
- Corri Neale, la vittima, interpretata da Sophie Lee
- Tony Lobianco, interpretato da Aaron Blabey
- Insegnante di grammatica, interpretato da Adrian Wright
- Ian Moffat, interpretato da Nicolas Eadie
- Premier del Victoria, interpretato da Peter Adams
- Steve Kingsley, interpretato da Steven Vidler
- Brigit Grant, interpretata da Deborra-Lee Furness
- Ufficiale di polizia Kevin Tait, interpretato da Colin Friels
- Sharon Sinclair, interpretata da Jacqueline McKenzie
- Sergente Paul Santos, interpretato da Richard Roxburgh
- Ray, interpretato da Shane Connor
- David Neilson/Gautama, interpretato da David Tredinnick
- ex-detective, interpretato da Andy Anderson
- Alison Blount, interpretata da Essie Davis
- Elly, interpretata da Mary Docker

## Episodi
La serie è formata da 21 film televisivi, divisi in sei stagioni, e ognuno lungo tra i 90 e i 120 minuti.

### Prima stagione (1994)
1. Tradimenti (Acts of Betrayal)
2. Gli illuminati (Words Without Music)
3. Terrore sulla città (The Feeding)
4. La lettera (My Lovely Girl)
5. Corpi speciali (Hard Corps)
6. Le bugie della mente (Lies of the Mind)

### Seconda stagione (1995)
1. Dolci sogni (Without Consent)
2. Finché morte non ci separi (Cradle and All)
3. Sweet Dreams (Morte in culla)

### Terza stagione (1996)
1. Déjà vu (Déjà Vu)
2. Premonizioni (Isn't It Romantic)
3. Sensi di colpa (Afraid of the Dark)

### Quarta stagione (1997)
1. Viaggio nel tempo (Someone You Know)
2. Unità speciale (Swimming with Sharks)
3. La vendetta della follia (A Murder of Crows)

### Quinta stagione (2000)
1. Maniaci del passato (A Person of Interest)
2. Morti sospette (The Spider and the Fly)
3. Il sogno infinito (A Hate Worse Than Death)

### Sesta stagione (2001-2002)
1. Il bacio dello scorpione (The Scorpion's Kiss)
2. Il piccolo genio (Playing God)
3. Paura del passato (Takes Two)

## Premi e riconoscimenti
La serie tv è stata nominata a vari premi dell'Australian Film Institute.

### Premi vinti
- AACTA Award per la miglior miniserie o film televisivo nel 1995 per Terrore sulla città
- Miglior attore protagonista in una serie televisiva nel 1995 a Colin Friels e Steven Vidler per Corpi speciali
- Miglior attrice protagonista in una serie televisiva nel 1995 a Jacqueline McKenzie per Le bugie della mente
- Miglior attore in una miniserie o in un film televisivo nel 2000 a Andy Anderson per Maniaci del passato

### Nominations non vinte
- AACTA Award per la miglior miniserie o film per la televisione nel 1995 per Corpi speciali e Le bugie della mente, nel 1996 per Finché morte non ci separi, nel 1998 per Sensi di colpa, nel 1999 per Unità speciale, nel 2000 per Maniaci del passato e nel 2002 per Paura del passato
- Miglior attore protagonista in una serie televisiva nel 1995 a Steve Bisley per Terrore sulla città e a Richard Roxburgh per Le bugie della mente; nel 1998 a Shane Connor per Sensi di colpa e nel 1999 a David Tredinnick per Unità speciale
- Miglior attore in una miniserie o in un film televisivo nel 2000 a Nicholas Eadie per Il sogno infinito
- Miglior attrice protagonista in una serie televisiva nel 1995 a Rebecca Gibney per Le bugie della mente, nel 1998 a Rebecca Gibney per Sensi di colpa e nel 2002 a Mary Docker per Paura del passato
- Miglior attrice in una miniserie o in un film televisivo nel 2000 a Essie Davis per Morti sospette e a Rebecca Gibney per Maniaci del passato
- Migliore sceneggiatura in una serie televisiva nel 1995 per Le bugie della mente e Terrore sulla città, nel 1998 per Sensi di colpa, nel 2000 per Maniaci del passato e nel 2002 per Paura del passato